# Tuke (rivière)
Pour les articles homonymes, voir Tuke.
La rivière Tuke  (en anglais : Tuke River) est un cours d’eau de la région de la West Coast de l’Île du Sud de la Nouvelle-Zélande.

## Géographie
Elle s’écoule à partir des pentes nord-ouest des Alpes du Sud, se combinant avec les eaux de la rivière Dickson pour former le fleuve  Mikounui à 15 kilomètres au sud-est de la ville de Ross.